# Maulisia microlepis
Maulisia microlepis är en fiskart som beskrevs av Sazonov och Golovan, 1976. Maulisia microlepis ingår i släktet Maulisia och familjen Platytroctidae. Inga underarter finns listade i Catalogue of Life.